# Zagmouzen
Zagmouzen (en àrab زڭموزن, Zagmūzn; en amazic ⵣⴳⵎⵓⵣⵏ) és una comuna rural de la província de Taroudant, a la regió de Souss-Massa, al Marroc. Segons el cens de 2014 tenia una població total de 8.221 persones.